# Garnki
Garnki (niem. Garchen) – wieś sołecka w Polsce położona w województwie zachodniopomorskim, w powiecie białogardzkim, w gminie Karlino. W latach 1975–1998 wieś należała do województwa koszalińskiego. W roku 2007 wieś liczyła 77 mieszkańców.

## Geografia
Wieś leży ok. 6 km na południowy zachód od Karlina, między Karlinem a Zwartowem, nad rzeką Pokrzywnicą.

## Zabytki i ciekawe miejsca
- budynek mieszkalny, murowany z 1889 r.[4]

## Przyroda
Wzdłuż Pokrzywnicy, ze względu na naturalne tarło łososiowatych oraz roślinność zachowaną w stanie dziewiczym planowane jest utworzenie rezerwatu rzeki Pokrzywnicy.
Planuje się również utworzenie stawów hodowlanych pstrąga. 
W zadrzewieniach nad Pokrzywnicą znajduje się grupa starych dębów.

## Turystyka
We wsi znajduje się gospodarstwo agroturystyczne.

## Kultura i sport
W Garnkach jest świetlica wiejska.

## Komunikacja
We wsi jest również przystanek komunikacji autobusowej.